# Філоксен Маббугський
Філоксен Маббугський (сир. ܐܟܣܢܝܐ ܡܒܘܓܝܐ Aksenāyâ Mabûḡāyâ; помер у 523 р.), також відомий як Ксенай і Філоксен з Ієраполіса — один із найвідоміших сирійських прозаїків і запеклим поборником міафізитства.

## Раннє життя
Він народився, ймовірно, у третій чверті V століття в Тахалі, селі в районі Бет-Гармаї на схід від Тигру. Таким чином, за народженням він був підданим Персії, але все його активне життя, про яке ми знаємо, пройшло на території Візантійської імперії. Його батьки були з мідійського міста Екбатана. Твердження про те, що він був рабом і ніколи не був хрещеним, видаються зловмисними вигадками його богословських опонентів. Він здобув освіту в Едесі, можливо, у знаменитій «школі персів», яку згодом (у 489 році) вигнали з Едеси через зв'язок з несторіанством.

## Фон
Роки, що настали після Халкедонського собору (451), були бурхливим періодом для Сирійської Церкви. Незабаром Філоксен привернув увагу своєю наполегливою пропагандою міафізитства.
Коли Каландіо, халкедонський патріарх Антіохії, був вигнаний міафізитом Петром Кнафеєм у 485 році, Філоксен був висвячений на єпископа Маббуга. Ймовірно, у перші роки свого єпископства Філоксен склав свої тринадцять проповідей про християнське життя.

## Сирійська Біблія
Пізніше він присвятив себе перегляду сирійських версій Біблії, і за допомогою свого хорєпископа Полікарпа в 508 році виготовив так звану філоксенівську версію, яка в певному сенсі була отриманою Біблією сирійських міафізитів у VI столітті. Тим часом він продовжував свою церковну діяльність, працюючи запеклим противником Флавіана II, який був патріархом Антіохії з 498 по 512 рік і прийняв постанови Халкідонського собору.
За підтримки імператора Анастасія міафізити скинули Флавіана в 512 році і замінили його своїм партизаном Севером. Про участь Філоксена в боротьбі ми маємо не дуже достовірні розповіді ворожих письменників, таких як Феофан Сповідник і Феодор Лектор. Відомо, що в 498 році він перебував в Едесі; приблизно в 507 році, за словами Феофана, він був викликаний імператором до Константинополя; і, нарешті, він очолив синод у Сидоні, який був засобом забезпечення заміни Флавіана на Севера. Але тріумф був недовгим. Юстин I, який змінив Анастасія в 518 році і дотримувався халкедонського віровчення, вигнав Севера і Філоксена в 519 році. Філоксен був висланий до Філіпополя у Фракії, а потім у Гангра в Пафлагонії, де він був убитий у 523 році.

## Писання
Окрім його незаперечних здібностей як контроверсаліста, Філоксена пам'ятають як вченого, елегантного письменника та представника практичного християнства. Головний пам'ятник його вченості – Філоксенська версія Біблії – відомо, що збереглися лише Євангеліє та певні частини Ісаї (див. Wright, Syr. Освітлений. 14). Це була спроба надати більш точне передання Септуагінти, ніж досі існувало на сирійській мові, і отримала визнання серед сирійських міафізитів, поки не була замінена ще більш буквальними перекладами Старого Завіту Павлом Телським і Нового Завіту Томою Харкельського (обидва в 616/617), з яких, принаймні, останній був заснований на роботі Філоксена.
Є також збережені частини коментарів до Євангелія з його пера. Про досконалість його стилю та практичного релігійного завзяття ми можемо судити з тринадцяти проповідей про християнське життя та характер, які були відредаговані та перекладені Е. А. Воллісом Баджем (Лондон, 1894). У них він здебільшого тримається осторонь від богословських суперечок і з чудовим тоном і духом розглядає теми віри, простоти, страху Божого, бідності, жадібності, стриманості та нецнотливості. Його спорідненість з попереднім співвітчизником Афрахатом проявляється як у виборі предметів, так і в його манері поводження. Оскільки його цитати зі Святого Письма, схоже, зроблені з Пешитти, він, ймовірно, написав проповіді до того, як приступив до філоксенської версії. Філоксен написав також багато суперечливих творів і деякі літургійні твори. Багато з його листів збереглося, і принаймні два були відредаговані. Деякі його твори були перекладені арабською та ефіопською мовами.